# Malta Amateur Athletic Association
Malta Amateur Athletics Association – maltańska narodowa federacja lekkoatletyczna należąca do European Athletics. Siedziba znajduje się w miejscowości Marsa, a prezesem od kwietnia 2014 jest Edwin Attard, który zastąpił na tym stanowisku Anthony’ego Chircopa pełniącego tę funkcję przez 18 lat.
Federacja powstała w 1928, a od 1936 jest członkiem IAAF.